# Gastón Silva
Gastón Silva, vollständiger Name Gastón Alexis Silva Perdomo, (* 5. März 1994 in Salto) ist ein uruguayischer Fußballspieler. Gegenwärtig spielt er für den Club Puebla in Mexiko.

## Karriere

### Verein
Der 1,83 Meter große Defensivakteur Silva spielt für Defensor Sporting. Nachdem er bereits zu einem Erstligaeinsatz in der Saison 2011/12 gekommen war, wurde er 2012/13 siebenmal in der Primera División eingesetzt. Auch lief er in einem Spiel der Copa Libertadores auf. In der Spielzeit 2013/14 bestritt er 17 weitere Erstligaspiele und vier Partien der Copa Libertadores. Ein Tor erzielte er für die Montevideaner nicht. Zur Saison 2014/15 wechselte er nach Italien zum FC Turin. Sein erstes Pflichtspiel auf europäischer Ebene absolvierte er am 18. September 2014 beim Duell der Turiner mit dem FC Brügge in der Europa League. Silva lief in der Startelf auf. Sein Debüt in der Serie A feierte er mit einem Startelfeinsatz am 6. Januar 2015 im 0:0 endenden Auswärtsspiel bei Chievo Verona. Insgesamt kam er in der Saison 2014/15 fünfmal (kein Tor) in der Serie A und viermal (ein Tor) in der Europa League zum Einsatz. Für die Spielzeit 2015/16 stehen zwölf Erstligaeinsätze (kein Tor) zu Buche. Mitte August 2016 wechselte er auf Leihbasis nach Spanien zum FC Granada und wurde dort in der Saison 2016/17 in 22 Ligaspielen (kein Tor) und einer Pokalpartie (kein Tor) eingesetzt. Im Sommer 2017 folgte dann der Wechsel nach Argentinien zu CA Independiente, wo Silva Stammspieler wurde. In drei Spielzeiten bei Independiente machte er 44 Spiele und ein Tor. Bis auf drei kurze Verletzungspausen stand er in ca. 90 % der Fälle in der Startelf. Im September 2020 wechselte er zum spanischen Erstligaaufsteiger SD Huesca.

### Nationalmannschaft
Silva debütierte am 26. August 2009 unter Trainer Fabián Coito bei der Copa Visión im Spiel gegen Bolivien in der uruguayischen U-15-Nationalmannschaft. Mit der Auswahl, in der er insgesamt elf Länderspiele (kein Tor) absolvierte, nahm er an der in Bolivien ausgetragenen U-15-Südamerikameisterschaft 2009 teil. Auch war er Mitglied in der U-17 seines Heimatlandes. Dort bestritt er ab seinem Debüt am 23. Juni 2010 beim 2:1-Sieg während des Torneo Diario La Voz del Interior gegen die chilenische Elf 44 Länderspiele (zwei Tore). Er war Mitglied des Aufgebots Uruguays bei der U-17-Südamerikameisterschaft 2011 in Ecuador und der U-17-Weltmeisterschaft 2011 in Mexiko. Bei der WM lief er in sieben Turnier-Partien auf, erzielte ein Tor und wurde Vize-Weltmeister. Am 5. Oktober 2011 setzte Juan Verzeri ihn gegen Argentinien erstmals in der Panamerika-Auswahl (U-22) Uruguays ein. Mit dieser nahm er sodann an den Panamerikanischen Spielen 2011 teil und gewann mit dem Team die Bronzemedaille. Insgesamt bestritt er fünf Länderspiele in der Panamerika-Auswahl und schoss dort ein Tor. In der U-20-Nationalmannschaft kam er sodann ebenfalls unter Trainer Juan Verzeri erstmals am 6. Juni 2012 in der mit 4:2 gewonnenen Partie gegen die USA erstmals zum Einsatz. Silva gehörte dem Aufgebot der uruguayischen U-20-Auswahl bei der U-20-Südamerikameisterschaft 2013 in Argentinien an und bestritt während des Turniers vier Partien. Im Juli 2013 wurde er sodann bei der U-20-Weltmeisterschaft 2013 in der Türkei Vize-Weltmeister mit Uruguay. Silva wurde in sieben Spielen bei der WM eingesetzt und fungierte dabei jeweils als Mannschaftskapitän. Bislang (Stand: 5. Juli 2013) absolvierte er 28 Länderspiele (ein Tor) in dieser Altersklasse.
Für das WM-Qualifikationsspiel am 10. September 2013 gegen Kolumbien wurde er erstmals ins Aufgebot der uruguayischen A-Nationalmannschaft berufen, als Trainer Tabárez infolge der angespannten Personalsituation aufgrund zweier Gelbsperren von Diego Lugano und Diego Godín sowie potentieller verletzungsbedingter weiterer Ausfälle Silva und Emiliano Velázquez nachnominierte. Für die beiden Freundschaftsländerspiele am 10. und 13. Oktober 2014 gegen Saudi-Arabien und den Oman wurde er erneut von Trainer Óscar Tabárez ins Aufgebot der Nationalmannschaft berufen. Am 13. Oktober 2014 debütierte er schließlich mit einem Startelfeinsatz gegen Oman in der A-Auswahl. Bisher bestritt er 16 Länderspieleinsätze, ein Länderspieltor erzielte er bislang nicht.

### Erfolge
- Bronzemedaille Panamerikanische Spiele 2011
- U-17-Vize-Südamerikameister 2011
- U-17-Vize-Weltmeister 2011
- U-20-Vize-Weltmeister 2013